# Eilabun
Eilabun [en hébreu עַילַבּוּן, עֵילַבּוּן , en arabe عيلبون , est une ville de la Galilée, dans le nord d'Israël.

## Histoire
En 1517, le village est incorporé dans l'empire d'Empire ottoman.
En 1875, l'explorateur Victor Guérin dénombre une population de 100 Grecs.
En 1931, la population est de 404 habitants, dont 32 musulmans et 372 chrétiens.